# Finetone music
finetone music ist ein unabhängiges Plattenlabel, das von den Musikern und Komponisten Peter Schindler und Peter Lehel sowie dem Musiker und Rechtsanwalt Wolfgang Schindhelm 1999 gegründet wurde. Sitz der Firma ist in Pforzheim.
Das Label produziert Musik aus den Bereichen Jazz, Klassik und Crossover. Einen Großteil des Katalogs bestreitet das Label mit der Musik der beiden Mitinhaber Peter Schindler und Peter Lehel; dazu zählen deren Formationen SaltaCello, Peter Lehel Quartett, Pipes & Phones, Hoppel Hoppel Rhythm Club – Jazz für Kinder. Daneben wurden Alben von Herbert Joos und Klaus Graf veröffentlicht. Darüber hinaus bietet finetone eine Plattform für junge Musiker wie den Pianisten Kristjan Randalu, der seine ersten drei Veröffentlichungen bei finetone präsentierte.
Aber auch Künstler aus der Klassikwelt wie die beiden Klarinettisten Sabine Meyer und Wolfgang Meyer und der Posaunist Henning Wiegräbe veröffentlichten auf dem Label.
Das Unternehmen wurde zweimal mit dem Preis der deutschen Schallplattenkritik ausgezeichnet; 2000 das Album Suites von Pipes & Phones und 2006 das Album Hoppel Hoppel Rhythm Club – Jazz für Kinder.